# Nacktbaden – Manche bräunen, andere brennen
Nacktbaden – Manche bräunen, andere brennen ist ein 2016 erschienenes griechisches Drama von Argyris Papadimitropoulos.

## Handlung
Kostis Makridis, 42, kommt auf Andiparos an, wo er fortan als Inselarzt tätig sein wird. Der Winter steht bevor und er wird vom Bürgermeister begrüßt, der ihm erklärt, es gehe in den Wintermonaten auf der Insel mit ihren 800 Einwohnern ruhig zu. In seiner Praxis und in Tafernwirtschaften bei Ouzo lernt Kostis langsam die eher ältere Bevölkerung kennen.
Im Sommer wird die Insel von jungem Partyvolk bevölkert. Anna Anagnostou, 21, wird mit ihrer angeheiterten Clique – Alin, Mila, Jason und Morten – in Kostis' Praxis vorstellig, nachdem sie einen Straßenverkehrsunfall hatte. Die Clique wohnt auf einem Campingplatz und lädt den Arzt ein, sie zu besuchen. Nach Dienstschluss geht Kostis tatsächlich auf den Campingplatz, an dessen Strand Freikörperkultur praktiziert wird. Er trifft dort auch auf Anna, die dort nackt sonnenbadet und ihn zum Feiern einlädt. Am Abend besucht Kostis den örtlichen Nachtclub, doch die Clique ist dort nicht zugegen. Als er sie am Folgetag erneut am Nacktbadestrand besucht, nehmen sie ihn zum Essen mit. Der Altersunterschied wird deutlich, als er zugibt, nicht zu wissen, was ein Glory Hole ist. Nach dem Essen gehen sie gemeinsam in einen Nachtclub feiern. Dort beobachtet er, wie Anna auf der Toilette mit einer fremden Frau Zärtlichkeiten austauscht.
Kostis ist zunehmend an der Gesellschaft der jungen Menschen interessiert. Als zu Praxisschluss eine ältere Frau mit Rückenschmerzen in seiner Praxis vorstellig wird, schickt er sie fort, um sich zeitig mit der Clique am Strand zu treffen, die ihn zu einer Poolparty einlädt. Am Strand wird der Inselarzt von seinem früheren Studienkollegen Orestis angesprochen. Orestis war nach dem Studium in den Vereinigten Staaten tätig, ist aber nach Griechenland zurückgekehrt und hat eine Familie gegründet. Auch er möchte zu der Party gehen. Auf der Party animiert der Gastgeber die Anwesenden sich alle gegenseitig zu küssen. Kostis ist auf Anna fixiert, die ihm jedoch zu verstehen gibt, er könne sie nicht exklusiv haben. Frustriert wendet er sich ab. Als er auf Orestis trifft, erklärt dieser, Partys wie diese seien nichts mehr für Männer in ihrem Alter.
Als Kostis auffällig viel Bier für die Clique kauft, konfrontiert ihn der Convenience-Shop-Besitzer damit, dass er die ältere Frau so unmittelbar weggeschickt hatte. Auch der Bürgermeister ist verwundert, dass Kostis seine Zeit am Nacktbadestrand verbringt. Doch Kostis denkt nur an die Gesellschaft der jungen Menschen und verbringt mit ihnen viel Zeit in Nachtclubs und am Strand. Als Anna einen Fremdkörper im Auge hat, leckt er ihren Augapfel.
Anna sucht Kostis, der in drei Wochen nach Athen zurückkehren wird, in seiner Praxis auf und bittet ihn, ihr einen besonderen Strand zu zeigen. Bei einem Zwischenstopp in seiner Wohnung kommt es zu einem ersten Annäherungsversuch. Am Strand haben sie beiden schließlich Geschlechtsverkehr. Kostis hat einen vorzeitigen Samenerguss, was ihm peinlich ist, aber Anna versichert, er habe noch Gelegenheit, es wieder gut zu machen. Die nächsten Tage kann er Anna aber in keinem Club und auch nicht auf dem Campingplatz oder am Strand finden. Zunehmend verzweifelt trinkt er auch zunehmend exzessiv. Als der einheimische Inselbewohner Takis einer Dame auf der Tanzfläche zudringlich wird, beschützt Kostis sie. Sie befriedigt ihn oral. Kostis trinkt sich ins Delir und kommt am nächsten Tag zu spät in seine Praxis.
Nach seinem Praxisdienst trifft er am Strand die Clique wieder. Anna begrüßt ihn liebevoll und erklärt, die Gruppe sei auf einem Ausflug in Mykonos gewesen, doch Kostis reagiert eifersüchtig und dominant, woraufhin Anna ihn wegschickt und ihm deutlich macht, kein Interesse an ihm mehr zu haben. Er stellt ihr dennoch in der Damendusche und nächtlich auf dem Campingplatz nach, wo er sie beim Geschlechtsverkehr beobachtet. Als er ihr offenbart, sie sei seine große Liebe, erklärt sie ihm, er sei für sie nur eine Gelegenheitsbekanntschaft gewesen.
Als Kostis der Clique um Anna verbittert am Strand nachstellt, vergisst er seinen Praxisdienst und ignoriert auch die Anrufe des Bürgermeisters. Er kommt schließlich zu spät und betrunken zu einem Notfall in seine Praxis. Der Bürgermeister erklärt ihm, es habe sich schon herumgesprochen, dass er trinkt, doch er habe ihn bislang immer gedeckt; eine solche Pflichtverletzung in der Hauptsaison sei aber nicht entschuldbar, außerdem hätten die Bürger kein Vertrauen mehr zu ihm, und feuert ihn.
Kostis sucht erneut den Nachtclub auf, wo er auf die Clique trifft und zunächst gegenüber einer Freundin von Anna übergriffig wird. Als Anna einen Fremden küsst, wird Kostis handgreiflich und wird schließlich vom Türsteher hinausgeworfen. In seiner Praxis spritzt er sich eine Stimulans und bricht durch ein Toilettenfenster in den Club ein. Als er sieht, wie Anna mit einem Fremden Spaß hat, schleppt er sie gewaltsam in die Toilette, schlägt sie nieder und betäubt sie. Anschließend schleift er sie in seine Praxis, wobei er sie am Bein verletzt. In seiner Praxis entblößt er sie, um sie zu vergewaltigen, bricht jedoch unter Tränen ab und versorgt ihre Beinwunde.

## Synchronisation
| Rolle         | Darsteller           | Synchronsprecher  |
| ------------- | -------------------- | ----------------- |
| Kostis        | Makis Papadimitriou  | Daniel Welbat     |
| Anna          | Elli Tringou         | Jennifer Böttcher |
| Jason         | Dimi Hart            | Tim Kreuer        |
| Alin          | Hara Kotsali         | Julia Fölster     |
| Mila          | Milou van Groesen    | Jannika Jira      |
| Morten        | Marcus Collen        | Tim Knauer        |
| Takis         | Yannis Tsortekis     | Frank Jordan      |
| Bürgermeister | Pavlos Orkopoulos    | Achim Schülke     |
| Orestis       | Syllas Tzoumerkas    | Robert Levin      |
| Argyris       | Konstantinos Melitas | Benjamin Stolz    |

## Produktion
Argyris Papadimitropoulos, Regisseur und Co-Drehbuchautor, wurde durch die Lektüre von Michel Houellebecq inspiriert, sich mit der Midlife-Crisis zu beschäftigen. Papadimitropoulos wollte nicht als Moralist auftreten und ausdrücklich nicht vermitteln, dass ältere Menschen keinen Anspruch auf sinnliche Vergnügen mehr hätten. Für Papadimitropoulos gäbe es wenige Dinge, die ihm vertrauter wären als die Partyszene in Andiparos.
Papadimitropoulos wählte Andiparos als Drehort, da er selbst seit dem Alter von 16 Jahren nahezu jeden Sommer dort verbrachte. Die Dreharbeiten fanden während der Hauptsaison im August statt. Argyris Papadimitropoulos schrieb das Drehbuch zusammen mit Syllas Tzoumerkas, den er seit der Filmhochschule kannte. Da Papadimitropoulos in Athen und Tzoumerkas in Berlin war, erfolgte die Kommunikation über Skype. Das Drehbuch enthielt keine ausformulierten Anweisungen und Dialoge, sondern nur eine Kurzbeschreibung der Szenen, die der Regisseur während der Proben und dem Dreh mit dem Schauspielern zusammen improvisierte. Für die Rolle der Anna castete der Regisseur über hundert Frauen auf der Suche nach einer jungen Schauspielerin, die keine Schwierigkeiten mit Nacktheit hatte und zugleich talentiert war. Für Elli Tringou war es die erste Rolle. Sie sieht die Nacktheit als elementaren Bestandteil des Films.
Die Finanzierung erwies sich als schwierig, da die Produktion nicht durch das Greek Film Centre gefördert wurde. Erst in der Spätphase der Produktion konnte eine Förderung durch die öffentlich-rechtliche Rundfunkanstalt Elliniki Radiofonia Tileorasi eingeworben werden.

## Rezeption
Paraskevi Karageorgu charakterisierte den Film als unberechenbar. Er sei eine Parodie auf das romantisierte Bild eines hedonistischen Sommerurlaubs auf einer griechischen Insel. Der Film beleuchte die Parallelen zwischen einer unschuldigen, leidenschaftlichen Jugend und einem abgenutzten Leben mit verpassten Möglichkeiten.
Jonathan Romney meinte, der Film sollte mit einer Warnung für Männer über einem gewissen Alter und Gewicht versehen werden, damit sie nicht auf die Idee kämen, sich selbst zu filmen; Frauen würden sich aber angesichts des desolaten Bildes, das der Regisseur von Männern zeichnet, auch nicht viel wohler fühlen.
Romney sprach dem Film zu, eine Art hellenistische Version von Lolita zu sein. Der Film könne als ein bitteres, menschenfeindliches, wenn nicht frauenfeindliches Werk über einen schwachen, besessenen Mann und eine herzlose, narzisstische Frau gesehen werden. Romney zog Parallelen zu Der Teufel ist eine Frau und Der blaue Engel. Der Unterschied liege jedoch im Ort des Geschehens, der die Geschichte mythisch zeitlos erscheinen lasse. In der Szene am verlassenen Strand erinnere Anna an eine der Nymphen aus Jean-Luc Godards Die Verachtung, in dem Fritz Lang die Irrfahrt des Odysseus zu verfilmen versucht. Anna erscheine als Aphrodite und die Art und Weise, wie sie und ihre Freunde Kostis behandeln, sei als die Missachtung der Götter für die Menschen zu sehen. Kostis wiederum sei ein Faunus, ein Satyr.
Kostis komme nicht nach Andiparos, um ein neues Leben zu beginnen, sondern um sich zu beerdigen. In dem Moment, als er Anna trifft, setze er einen Selbstzerstörungsprozess in Gang, er zeige deutlich, dass ihn seine Patienten nicht mehr interessierten und die letzte Nacht auf der Insel ende schließlich mit dem Abstieg in die Hölle für ihn und Anna.

## Auszeichnungen
Edinburgh International Film Festival 2016
- Auszeichnung als Best International Feature Film (Argyris Papadimitropoulos)

Los Angeles Greek Film Festival (LAGFF) 2016
- Nominierung mit dem Orpheus Award für den besten Spielfilm (Argyris Papadimitropoulos)

Oaxaca FilmFest 2016
- Auszeichnung für den besten Kinofilm
- Auszeichnung für den besten Spielfilm (Argyris Papadimitropoulos)

Odesa International Film Festival 2016
- Auszeichnung mit einer besonderen Erwähnung (Special Mention) der internationalen Jury (Argyris Papadimitropoulos)
- Nominierung mit dem Golden Duke (Argyris Papadimitropoulos)

International Film Festival Rotterdam 2016
- Nominierung mit dem Big Screen Award (Argyris Papadimitropoulos)

FEST 2017
- Auszeichnung für das beste Drehbuch (Argyris Papadimitropoulos, Syllas Tzoumerkas)

Hellenic Film Academy Awards 2017
- Auszeichnung für den besten Schauspieler (Makis Papadimitriou)
- Auszeichnung für die beste Nebendarstellerin (Elli Tringou)
- Auszeichnung für das beste Drehbuch (Argyris Papadimitropoulos, Syllas Tzoumerkas)
- Auszeichnung für die beste Regie (Argyris Papadimitropoulos)
- Auszeichnung für die beste Kamera (Christos Karamanis)
- Auszeichnung für den besten Spielfilm (Argyris Papadimitropoulos, Phaedra Vokali)
- Nominierung für den besten Ton (Leandros Ntounis, Costas Fylaktidis)
- Nominierung für das beste Make-up (Evi Zafiropoulou)
- Nominierung für die beste Musik (Yannis Veslemes)
- Nominierung für den besten Schnitt (Napoleon Stratogiannakis)
- Nominierung für den besten Nebendarsteller (Yannis Tsortekis)